# Vysoké Žibřidovice
Vysoké Žibřidovice (deutsch Hohen Seibersdorf, auch Hohenseibersdorf) ist ein Ortsteil der Stadt Hanušovice in Tschechien. Er liegt fünf Kilometer nördlich von Hanušovice und gehört zum Okres Šumperk.

## Geographie
Vysoké Žibřidovice breitet sich im Süden des Glatzer Schneegebirges in der Quellmulde eines rechten Zuflusses der Krupá aus. Nordwestlich erhebt sich der Větrovec (Widkopf bzw. Windenberg 785 m), im Süden der Křížový kopec (Kreuzberg, 690 m), im Südosten der Skřivánčí vrch (627 m) und im Osten die Paseka (Viehbichkuppe, 650 m). Östlich führt die Eisenbahn von Hanušovice nach Staré Město durch das Tal der Krupá, dort liegt auch die Bahnstation Vysoké Žibřidovice.
Nachbarorte sind Chrastice im Norden, Vikantice im Nordosten, Rudkov und Habartice im Osten, Hanušovice im Südosten, Žleb im Süden, Vojtíškov im Südwesten, Vysoká im Westen sowie Bystřina und Hynčice pod Sušinou im Nordwesten. Ebenfalls nordwestlich des Ortes liegt die Wüstung Cibulka (Cibulkafeld) und im Südwesten die erloschene Ansiedlung Christenfeld.

## Geschichte
Das Dorf wurde vermutlich im Zuge der deutschen Kolonisation am Ende des 13. Jahrhunderts gegründet und ist nach seinem Lokator benannt. Die erste schriftliche Erwähnung von Syfridesdorph erfolgte am 3. Mai 1325 im Zuge seiner Überlassung an das Kloster Kamenz durch Hanß von Wustehube auf Goldenstein. Später kaufte der Landesherr den Ort zurück und Seibersdorf gelangte wieder zur Herrschaft Goldenstein. Im Jahre 1432 verwüsteten die Hussiten die Gegend.
Zur Unterscheidung von dem anderen Seibersdorf wurde das Dorf wegen seiner Lage am südwestlichen Abhang des Větrovec über den Tälern der Krupá, des Prudký potok und des Zelený potok als Hohenseibersdorf bezeichnet. Zusammen mit Hannsdorf und Waltersdorf wurde Hohenseibersdorf in der zweiten Hälfte des 15. Jahrhunderts während der böhmisch-ungarischen Thronfolgekämpfe wiederum verwüstet. Während der anschließenden Fehde zwischen Hynek von Zwole auf Goldenstein mit Georg dem Älteren Tunkl von Brníčko auf Zábřeh wurde der Ort erneut zerstört und gelangte zeitweilig an die Herrschaft Eisenberg. Im 16. Jahrhundert erfolgte der Wiederaufbau des Dorfes. In dieser Zeit war Hohenseibersdorf Pfarrdorf und hatte eine Holzkirche, deren Glocken 1538 gefertigt wurden. 1630 erlosch die Pfarre und der Ort wurde evangelisch.
1677 bestand Hohenseibersdorf aus 35 Anwesen, von deren 24 Bauernwirtschaften und restlichen Häuslerstellen waren. Die Pfarre wurde 1784 wieder erneuert. 1834 lebten in den 80 Häusern des Dorfes 510 Menschen.
Nach der Aufhebung der Patrimonialherrschaften bildete Hohenseibersdorf / Žibřidovice mit dem Ortsteil Cibulkenfeld eine politische Gemeinde im Bezirk Mährisch Schönberg. Der Ort gehörte zum Gerichtsbezirk Altstadt. 1880 erreichte das Dorf mit 624 Einwohnern die höchste Bevölkerungszahl seiner Geschichte. Zum Ende des 19. Jahrhunderts wurde der tschechische Name in Vysoké Žibřidovice geändert. 1905 nahm die Lokalbahn Hannsdorf–Mährisch Altstadt den Betrieb auf. 1930 bestand die Gemeinde aus 99 Häusern und hatte 522 Einwohner, die bis auf zwei Tschechen und einen Ausländer alle der deutschen Volksgruppe angehörten.
Infolge des Münchner Abkommens wurde die Gemeinde 1938 dem Deutschen Reich zugeschlagen und gehörte bis 1945 zum Landkreis Mährisch Schönberg. 1939 hatte Hohenseibersdorf 461 Einwohner. Nach dem Zweiten Weltkrieg erfolgte die Vertreibung der deutschen Bewohner. Die Ansiedlung Cibulka wurde aufgegeben und abgerissen.
1964 erfolgte die Eingemeindung von Žleb und seit 1976 ist Vysoké Žibřidovice ein Ortsteil von Hanušovice. Im Jahre 1982 wurden nur noch 53 Häuser dauerhaft zu Wohnzwecken genützt und Vysoké Žibřidovice hatte 179 Einwohner. 1991 hatte der Ort 99 Einwohner. Im Jahre 2001 bestand das Dorf aus 33 Wohnhäusern, in denen 90 Menschen lebten.

## Sehenswürdigkeiten

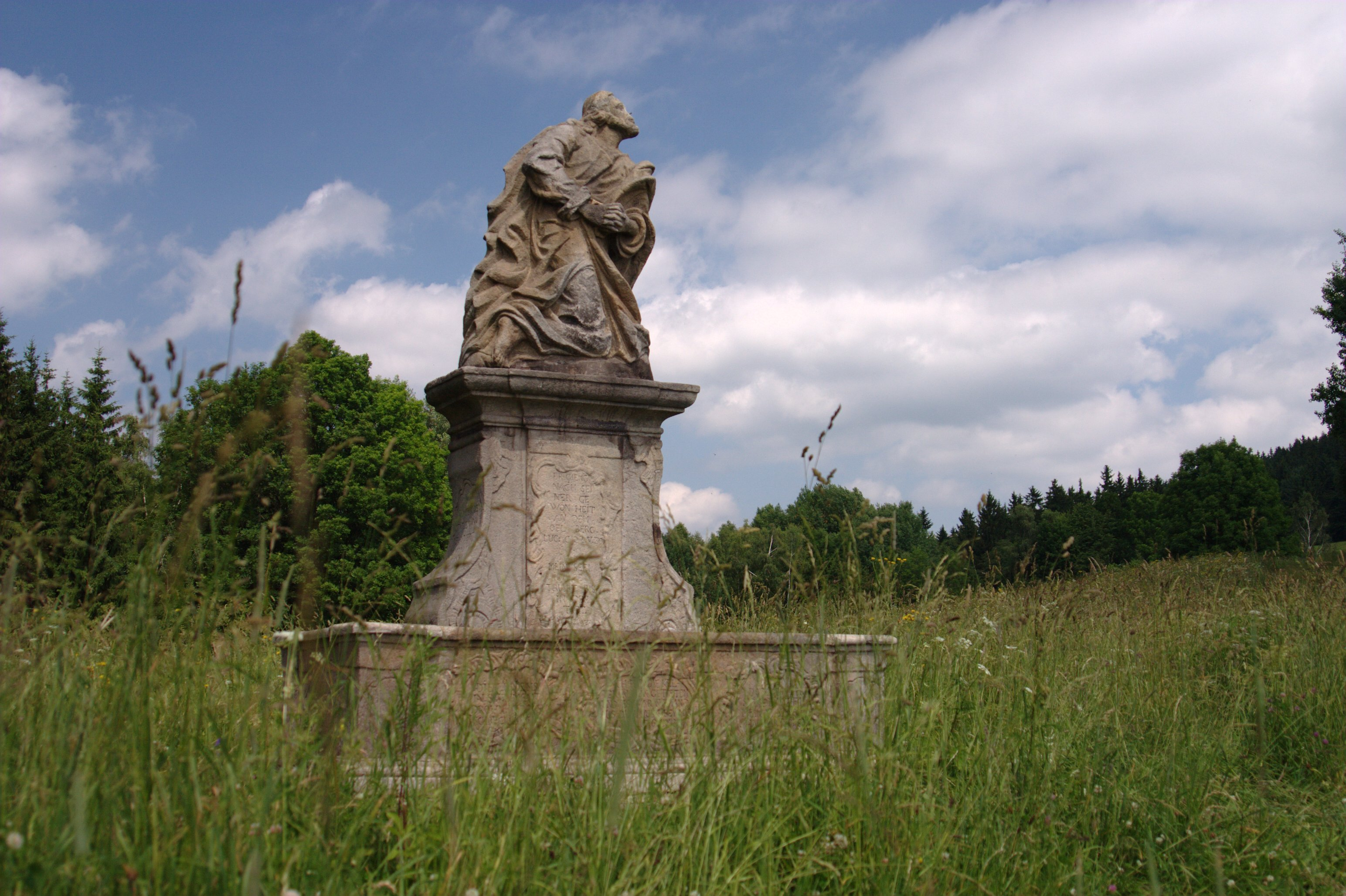
Christus-Statue, errichtet von Carl Schubert

- Kirche St. Linhart, der Barockbau entstand zwischen 1714 und 1721 anstelle eines hölzernen Vorgängerbaus und wurde 1784 zur Pfarrkirche erhoben
- barocke Christusstatue, genannt Ölvater, gestiftet 1780 vom Großvater Franz Schuberts, dem Flachshändler Carl Schubert, westlich des Dorfes am Hügel Olivetská (Ölberg) am Wege nach Vysoká